# Quellen des Lebens
Quellen des Lebens ist ein deutscher Spielfilm von Oskar Roehler. Erstmals zu sehen war der Film am 5. Februar 2013 in Berlin, am 14. Februar 2013 kam er in die deutschen Kinos. Die Free-TV-Premiere erfolgte am 19. Juli 2014 im Ersten.

## Handlung
Die Handlung überspannt die fiktive Geschichte von Großvater Erich Freytag, seines Sohnes Klaus und des Enkels Robert ab der frühen Nachkriegszeit bis in die 1980er Jahre.
Der Großvater kehrt aus sowjetischer Kriegsgefangenschaft, noch im Mantel der Wehrmacht, nach Hause. Seine Zähne hat er nicht mehr, die sind in der Gefangenschaft geblieben. Er findet auf dem schwarzen Brett die Vermisstenanzeige seiner Frau. Er findet auch endlich ihren jetzigen Wohnsitz, doch sie und seine Schwester sind alles andere als erfreut ihn zu sehen. Erst später am Abend entscheidet sich Erich, doch in die Wohnung zu gehen. Seine Familie ist abweisend, nur sein ältester Sohn Klaus kommt seiner Bitte nach etwas zu trinken nach. Nachdem er sich am Wasser verschluckt und Magenbeschwerden bekommt, lacht sich seine Familie über ihn kaputt. Er bedankt sich für die Gastfreundschaft und verschwindet nach draußen auf die Bank.
Seine Schwester und seine Ehefrau führen eine lesbische Beziehung und sind daher wenig erfreut, dass Erich wieder da ist.
Am nächsten Morgen bringt Klaus seinem Vater einen Becher Kaffee und geleitet ihn dann zur Duschbaracke. Erich trägt danach zivile Kleidung und hat den verschlissenen Armeemantel entsorgt. Als er mit Klaus eine Fabrikhalle besichtigt, trifft er auf einen alten Bekannten, der ihm Ersatzzähne verpasst; nun kann er wieder normal essen.
Erich setzt seine Schwester vor die Tür. Die Frau packt noch nachts die Koffer und verschwindet. Elisabeth liegt neben Erich im Bett. Durch das Geräusch der Haustür schreckt sie hoch und rennt Marie hinterher. Sie fallen sich um den Hals und küssen sich. Elisabeth verkündet, dass sie Erich verlassen wird. Erich ist derweilen seelenruhig im Bett liegen geblieben.
Am nächsten Tag gehen Erich und Klaus zur Fabrikhalle und verkünden einem Dutzend Frauen, dass sie für ehrliche Arbeit gutes Geld verdienen können. Erich und sein Sohn stellen eine Gartenzwergfabrik auf die Beine.
Elisabeth kehrt zurück, erklärt Erich aber, dass er keine Chance habe und dass Marie der einzige Mensch in ihrem Leben sei, der ihr das Gefühl gegeben habe, dass sie lebt. Erich antwortet nur nüchtern, dass er verstanden habe.
Die Gartenzwerge stapeln sich anfangs in den Fabrikhallen, doch bald können sich die Freytags vor Kunden nicht mehr retten.
Bald zieren ihre Gartenzwerge sämtliche Vorgärten in Unterfranken.
Auf der „Der 100.000ste Gartenzwerg“-Feier dankt der Bürgermeister Erich persönlich für seine Verdienste, Erich beschenkt ihn im Gegenzug mit dem 1. Gartenzwerg. Nach der Feier kehren Erich und Klaus nach Hause zurück und finden einen Zettel, dass Elisabeth zu Marie gezogen ist. Draußen ruft einer der Fabrikarbeiter nach dem Bürgermeister und dass er den 1. Gartenzwerg wiederhaben will. Klaus ruft, dass er Ruhe geben soll, es sei mitten in der Nacht. Er geht allerdings zu ihm hinaus und gemeinsam gehen sie zum Bürgermeister.
Dann sieht man einen einzelnen Gartenzwerg und eine Frau mit blonden Haaren, die in SS-Uniform gekleidet ist. Es ist Marie und der Gartenzwerg ist Erich. Marie zieht ihm die rote Mütze über die Augen, die Nase und schließlich den Mund, um ihn zu ersticken.
Plötzlich wacht Erich auf, alles war nur ein Traum. Doch Erich hat einen Herzinfarkt erlitten. Sein Sohn kümmert sich um ihn, füttert ihn mit Suppe. Als er nachdenklich in der Küche sitzt, kommt Elisabeth zurück. Sie fragt ihn, ob sein Vater schon gegangen ist, er antwortet ihr, dass er einen Herzinfarkt erlitten hat.
Die Geschichte setzt wieder ein, als Klaus ein erwachsener Mann ist, er befindet sich auf einer Studentenparty. Er langweilt sich, doch dann sieht er eine für ihn aufreizende Frau. Sie kommt auf ihn zu und fragt nach einer Zigarette. Sie sagt ihm ganz unverhohlen, sie sei Kettenraucherin. Er dreht ihr eine Zigarette. Dann kommt ihre Abendbegleitung zurück und er sieht sie erst später wieder.
Gisela und Klaus sind in der Stadt unterwegs. Sie kommt auf die Idee, Orangen zu stehlen. Klaus steht Schmiere. Sie laufen schließlich die Straße entlang und Gisela lässt die meisten Orangen fallen. Klaus hebt sie auf, sie küssen sich.
Gisela kommt zu Besuch beim Unternehmen von Klaus’ Vater. Sie trägt ein sehr ausgefallenes Kleid. Sie sind im Lagerraum mit Regalen voll mit Gartenzwergen. Sie fragt, was er machen würde, wenn sie das Brett mit den Zwergen hinunterwürfe. Er entgegnet, er werde sie ohrfeigen. Sie kippt das Brett und die Gartenzwerge fallen zu Boden und zerbrechen. Klaus wirft sie daraufhin zu Boden auf das Stroh und entblößt ihren Unterleib. Auch er befreit sich von seiner Kleidung.
Giselas Eltern sind alles andere als erfreut, dass ihre Tochter entjungfert wurde. Sie fordern von ihrer Tochter anzugeben, dass Klaus von ihrer Minderjährigkeit gewusst hat.
Gisela ist schwanger und versucht, als Prostituierte das Geld für eine Abtreibung zusammenzubekommen. Doch dann kommt Klaus vorbei und ohrfeigt sie, erklärt ihr, dass er um ihre Hand anhalten wird und sie das Kind bekommen wird. Sie ziehen zusammen in eine Wohnung.
Der dritte Handlungsstrang beginnt. Robert, der Ich-Erzähler, kommt auf die Welt. Seine Eltern streiten sich, seine Mutter weigert sich, ihn zu stillen und zu windeln. Sein Vater sieht das nicht ein, doch seiner Mutter ist das egal, sie schlägt einfach die Türe zu.
(Diese  Handlungsbeschreibung umfasst ungefähr die erste Hälfte des Films und wurde vom Verfasser offensichtlich nicht fortgesetzt.)

## Hintergrund
Der Film wurde von der Berliner X Filme Creative Pool GmbH produziert, die Produktionskosten betrugen 9 Millionen Euro. Die Dreharbeiten fanden vom 1. August bis zum 11. November 2011 statt.

## Rezeption
„Es wäre absurd anzunehmen, in diesen fast drei Stunden, die ‚Quellen des Lebens‘ dauert, sei alles makellos. Aber ebenso wenig ist da der leiseste Zweifel, dass Oskar Roehler etwas Besonderes gelungen ist, was man unbedingt gesehen haben muss – sofern man sich dafür interessiert, wie aus diesem Land wurde, was es ist; wie die 68er sich mit allem Recht gegen ihre Eltern auflehnten, um als Eltern oft eine klägliche Rolle zu spielen; und wie einer daraus entkommen ist, um davon zu erzählen.“

„Irritierend wirkt – und auch das gehört zu den Vorzügen dieses Films –, dass Roehler bei all dem kein Mitleid für sich einfordert, er aber auch keine Nachsicht mit seinen Figuren hat. Es ist ein großer Bogen, den Roehler schlagen will, von den späten Vierzigern bis in die Achtziger, und vieles daran wirkt rau und ungelenk, zu kurz gegriffen und oberflächlich.“

„Der autobiografisch gefärbte Retroblick auf Nachkriegsdeutschland, Wirtschaftswunder und Gartenzwerge, auf Rebellion, Punk und West-Berlin, all das böte Stoff genug für viele spannende Filme, ausreichend jedenfalls für die knapp drei Stunden von Quellen des Lebens. Nur ist es ein Nullsummenspiel: Auf bizarrste Weise heben die Storys sich gegenseitig auf: Emphatische Kindheitstraumata versus Punk-Phase, melodramatische Liebesgeschichte versus bitterer Milieu-Schilderung. Da passt es immerhin ganz gut, dass Roehler im Kern einen Film über die Kinder des gescheiterten Exzesses gedreht hat.“

„Immer wieder gelingen Roehler, dem Meister des eruptiven Erzählens, Szenen von ganz wunderbarer poetischer Kraft: Wie in einem Traum fließt die Kindheit in der fränkischen Provinz dahin: spritzende Gartenschläuche tanzen, Garagenwände werden gemauert, Maulwurfshügel gesprengt.
[…] Und dann stockt der Motor der Erzählung doch wieder gewaltig, die drei Stunden werden lang. Aufs Ganze zu gehen, das kann eben doch nicht heißen, auch das Ganze zu erzählen.“

## Versionen
Es existieren zwei verschiedene Versionen des Spielfilms. Zum einen die ca. 173 Minuten lange Fernsehversion und eine geschnittene DVD-Version (ca. 166 min).

## Auszeichnungen
Quellen des Lebens war 2013 in drei Kategorien für den Deutschen Filmpreis nominiert:
- Bester programmfüllender Spielfilm
- Beste darstellerische Leistung – weibliche Nebenrolle: Margarita Broich
- Bestes Maskenbild: Jeannette Latzelsberger, Gregor Eckstein, Elke Lebender, Stephanie Däbritz, Julia Rinkl

Im selben Jahr (offizielle Zählung 2014) gewann Filmkomponist Martin Todsharow den Preis der deutschen Filmkritik, während Quellen des Lebens als bester Spielfilm nominiert wurde. 2014 erhielt Leonard Scheicher für seine Darstellung von Robert im Alter zwischen 13 und 17 Jahren eine Nominierung für den New Faces Award als bester Nachwuchsschauspieler.
Die Filmbewertungsstelle Wiesbaden zeichnete den Film mit dem Prädikat „besonders wertvoll“ aus.